# هنری وینکلر
هنری وینکلر (انگلیسی: Henry Winkler؛ زاده ۳۰ اکتبر ۱۹۴۵) هنرپیشه، کمدین، نویسنده، تهیه‌کننده و کارگردان اهل ایالات متحده آمریکا است. وی از سال ۱۹۷۲ میلادی تاکنون مشغول فعالیت بوده‌است. وینکلر دو بار برنده و چهار بار جایزه گلدن گلوب و یک بار برنده و چهار بار نامزد جایزه امی شده‌است.

## گزیده فیلم‌شناسی

### سینما
- ارباب فلتبوش (۱۹۷۴)
- قهرمانان (۱۹۷۷)
- شیفت شب (۱۹۸۲)
- جیغ (۱۹۹۶)
- کنترل زمین (۱۹۹۸)
- پی.یو.ان.کی.اس (۱۹۹۹)
- نیکی کوچک (۲۰۰۰)
- پایین برای تو (۲۰۰۰)
- حفره‌ها (۲۰۰۳)
- برکلی (۲۰۰۵)
- من و بچه (۲۰۰۵)
- کلیک (۲۰۰۶)
- من هرگز نمی‌تونم همسر تو باشم (۲۰۰۷)
- تو حریف زوهان نمی‌شی (۲۰۰۸)
- اینم از پول (۲۰۱۲)
- لری گی (۲۰۱۵)
- اسکوب (۲۰۲۰)
- گزارش فرانسوی (۲۰۲۱)

### تلویزیون
- دنیایی دیگر (۱۹۷۲)
- روزهای خوش (۱۹۷۴–۱۹۸۴)
- سسمی استریت (۱۹۸۰)
- سیمپسون‌ها (۱۹۹۹)
- نظم و قانون: واحد قربانیان ویژه (۲۰۰۲)
- پرورش شکست‌خورده (۲۰۰۳–۲۰۱۹)
- پادشاه تپه (۲۰۰۴)
- بتمن: شجاع و جسور (۲۰۱۱)
- کمدی بنگ! بنگ! (۲۰۱۵)
- بوجک هورسمن (۲۰۱۵)
- برگری باب (۲۰۱۵)
- دختر جدید (۲۰۱۶)
- باب‌اسفنجی شلوارمکعبی (۲۰۱۶)
- بری (۲۰۱۸–۲۰۲۱)
- به وین خوش آمدید (۲۰۱۹)

## جوایز
جوایز گلدن گلوب:
- برنده جایزه گلدن گلوب بهترین بازیگر مرد مجموعه تلویزیونی موزیکال یا کمدی برای سریال روزهای خوش سال ۱۹۷۷
- برنده جایزه گلدن گلوب بهترین بازیگر مرد مجموعه تلویزیونی موزیکال یا کمدی برای سریال روزهای خوش سال ۱۹۷۸
- نامزد جایزه گلدن گلوب بهترین بازیگر مرد فیلم درام برای فیلم قهرمانان سال ۱۹۷۸
- نامزد جایزه گلدن گلوب بهترین بازیگر مرد فیلم موزیکال یا کمدی برای فیلم شیفت شب سال ۱۹۸۳
- نامزد جایزه گلدن گلوب بهترین بازیگر نقش مکمل مرد – سریال، سریال کوتاه یا فیلم تلویزیونی برای سریال بری سال ۲۰۱۸
- نامزد جایزه گلدن گلوب بهترین بازیگر نقش مکمل مرد – سریال، سریال کوتاه یا فیلم تلویزیونی برای سریال بری سال ۲۰۱۹

جوایز امی ساعات پربیننده:
- نامزد جایزه امی ساعات پربیننده بهترین بازیگر نقش مکمل مرد در مجموعه تلویزیونی کمدی برای سریال روزهای خوش سال‌های ۱۹۷۶، ۱۹۷۷ و ۱۹۷۸
- برنده جایزه امی ساعت پربیننده بهترین بازیگر نقش مکمل مرد در مجموعه تلویزیونی کمدی برای سریال بری سال ۲۰۱۸
- نامزد جایزه امی ساعت پربیننده بهترین بازیگر نقش مکمل مرد در مجموعه تلویزیونی کمدی برای سریال بری سال ۲۰۱۹